# 和歌山市立楠見小学校
和歌山市立楠見小学校（わかやましりつ くすみしょうがっこう）は、和歌山県和歌山市大谷にある市立小学校。

## 概要
アルミ缶回収などの独自環境活動を行っている。収益金は、花を買ったり、被災地に寄附したりしている。
元々、この学校の本校舎（職員室など）と、運動場や体育館、分校舎（普通学級など）を結ぶ部分に、市道（自動車乗り入れ禁止）が走っており、地域の人が使用していた。だが、人が自由に校舎内に入り込める状況になっていたため、保護者からも意見があった。そのため、2004年度から大規模工事をおこない、門の設置やプール・遊具などの移転、構内の市道の撤去などの大規模工事をおこなった。

## 沿革
- 1893年（明治26年）11月13日 - 大谷、粟、平井、善明寺の四小学校を合併し、楠見尋常小学校として発足する。
- 1922年（大正11年） - 3教室増築、実習地、校舎西方に運動場などを拡張する。同年、校旗を制定する。
- 1928年（昭和3年） - 楠見村教育後援会が結成される。同年、2教室と東便所を増築する。
- 1942年（昭和17年）7月1日 - 楠見村の和歌山市への編入により、和歌山市楠見小学校と改称。
- 1943年（昭和18年） - 創立51周年式典挙行。同和教育研究会を結成。母の会が結成される。
- 1947年（昭和22年） - 給食開始（週2日）。育友会が結成される。学制改革により、高等科児童は河北中学校へ編入される。
- 1950年（昭和25年） - 運動場の盛土が完成する。
- 1951年（昭和26年） - 校舎の大修理を行う。給食室が完成し、完全給食がはじまる。
- 1958年（昭和33年） - 校舎の増築工事が完成する。
- 1960年（昭和35年） - 校地内道路を舗装する。職員室と校務員室が落成する。
- 1964年（昭和39年）
  - 3月2日 - 校歌を制定する。
  - 日付不明 - 鉄筋校舎6教室完成する（第1期）。
- 1966年（昭和41年） - プール竣工する。集団登校はじまる。
- 1968年（昭和43年） - 鉄筋校舎6教室完成する（第2期）。
- 1969年（昭和44年） - 鉄筋校舎完成する。「旧管理棟」（第3期）。
- 1971年（昭和46年） - 鉄筋校舎6教室完成する（第4期）。
- 1972年（昭和47年） - 運動場を約5000㎡に拡張する。給食室を増築する。給食の回数が週5日になる。
- 1973年（昭和48年） - 創立80周年記念式典挙行。鉄筋校舎6教室完成する（第5期）。
- 1974年（昭和49年） - 屋内運動場が竣工する。鉄筋校舎（特別教室2・普通広間教室1）完成する（第6期）。
- 1975年（昭和50年） - 鉄筋校舎（新館）6教室完成する（第7期）。
- 1976年（昭和51年） - 新館東側6教室完成する（第8期）。
- 1978年（昭和53年） - 校舎6教室完成する（788㎡）。運動場を4906㎡に拡張する。給食調理室を改造する。
- 1980年（昭和55年） - 第1分離校（市小路）、第2分離校（善明寺）の用地を確保する。新館中庭に観察池、築山完成する。
- 1981年（昭和56年） - 楠見西分校起工式を行う。
- 1982年（昭和57年）
  - 9月 - 楠見西分校に1学年～4学年児童が移転する。
  - 日付不明 - 楠見東分校起工式を行う。
- 1983年（昭和58年）
  - 6月 - 楠見西小学校開校式挙行。
  - 9月 - 楠見東分校に1学年～4学年児童が移転する。
- 1984年（昭和59年）6月 - 楠見東小学校開校式挙行。
- 1985年（昭和60年） - 分離記念として玄関に前庭と岩石庭が完成する。
- 1987年（昭和62年） - 木造校舎を撤去し、本館校舎を大改修する。校章の取り付けを行う。
- 1989年（平成元年） - 屋内運動場のバック幕の取り替えを行う。
- 1990年（平成2年） - 運動場の一部を改修する。2教室を言語障害特殊学級に改造する。
- 1991年（平成3年） - 言語障害特殊学級を開級する。
- 1992年（平成4年） - 創立100周年式典挙行。100周年子ども祭りを開催する。
- 1994年（平成6年） - パソコン室を設置する。
- 1996年（平成8年） - スクールドリームプランにより、伝承遊び（けん玉）を全校で実施する。観察池の整備を行う。
- 2001年（平成13年） - 屋内運動場南側にプールを竣工、新I校舎中庭に鳥小屋新設。遊具を増設する。
- 2002年（平成14年） - 校門の新設及び中庭の整備をする。
- 2004年（平成16年） - 学校の東西に門ができる。運動場の土壌改良工事をする。
- 2005年（平成17年） - 校舎・体育館の耐震工事実施。
- 2006年（平成18年） - 東門付近の整備をする。
- 2007年（平成19年） - タブレットノートパソコン20台をパソコン室に入れる。
- 2009年（平成21年） - 給食室を改装する。
- 2011年（平成23年） - さぽーと教室を開級する。
- 2016年（平成28年） - 運動場周りのブロック塀が倒壊防止のため、鉄製フェンスに替わる。
- 2017年（平成29年） - 創立125周年式典を行う。

## 進学先中学校
- 和歌山市立楠見中学校

## アクセス
- 和歌山バス「83」・「84」・「86」・「86急行」・「87」・「88」・「89」の各系統で、「楠見小学校前」バス停下車。

## 周辺
- 和歌山楠見東簡易郵便局 - 敷地が隣接。
- 和歌山県道7号粉河加太線
- 国道26号線
- 大谷古墳